# NGC 6438A
NGC 6438A est une galaxie spirale particulière (irrégulière?) située dans la constellation de l'Octant. Sa vitesse par rapport au fond diffus cosmologique est de 2 551 ± 9 km/s, ce qui correspond à une distance de Hubble de 37,6 ± 2,6 Mpc (∼123 millions d'al). NGC 6438A a été découverte par l'astronome britannique John Herschel en 1835.
La classe de luminosité de NGC 6438A est V-VI et elle présente une large raie HI.
À ce jour, une mesure non basée sur le décalage vers le rouge (redshift) donne une distance d'environ 30,900 Mpc (∼101 millions d'al). Cette valeur est à l'extérieur mais compatible avec les valeurs de la distance de Hubble.

## Groupe de NGC 6438
NGC 6438A est la galaxie la plus brillante d'un trio qui porte son nom. Le groupe de NGC 6438A. Les autres galaxies du groupe sont NGC 6438 et ESO 9-10.
Les distances des galaxies NGC 6438 et NGC 6438A sont à peu près les mêmes et elles semblent être en contact. Cette paire est sûrement en interaction gravitationnelle et peut-être en train de fusionner. Comme les magnitudes de ces deux galaxies sont presque les mêmes (11,7 et 11,6), il serait étonnant qu'Herschel ait observé une seule d'entre elles. Il a probablement vu les deux noyaux brillants de cette paire comme une seule galaxie. La partie bleue plus pâle que l'on voit sur l'image du relevé DSS est peut-être une troisième galaxie.